# Liste der Monuments historiques in Cadours
Die Liste der Monuments historiques in Cadours führt die Monuments historiques in der französischen Gemeinde Cadours auf.

## Liste der Bauwerke
| Bezeichnung | Beschreibung             | Standort                 | Kennzeichnung | Schutzstatus | Datum | Bild           |
| ----------- | ------------------------ | ------------------------ | ------------- | ------------ | ----- | -------------- |
| Markthalle  | Erbaut von 1822 bis 1833 | Place du Commerce (Lage) | PA31000064    | Inscrit      | 2004  | weitere Bilder |

## Liste der Objekte
| Bezeichnung | Beschreibung | Standort                                          | Kennzeichnung | Schutzstatus | Datum | Bild |
| ----------- | ------------ | ------------------------------------------------- | ------------- | ------------ | ----- | ---- |
| Glocke      | Bronze, 1517 | in der Kirche Nativité-de-la-Sainte-Vierge (Lage) | PM31000077    | Classé       | 1926  |      |